# The Cookbook
The Cookbook è il sesto album in studio della rapper statunitense Missy Elliott, pubblicato il 4 luglio 2005.

## Descrizione
L'album segna un momentaneo parziale allontanamento artistico della rapper dal suo collaboratore e amico di lunga data Timbaland, che produce solo due tracce dell'album che conta anche su produzioni di Craig X. Brockman, Qur'an H. Goodman, Scott Storch, The Neptunes, Rhemario Webber, The Avila Brothers, Rich Harrison e Warryn Campbell.
Il primo singolo estratto è Lose Control featuring Ciara e Fatman Scoop, che ha riscosso un gran successo negli Stati Uniti (3º posto nella Hot 100 di Billboard) e nel resto del mondo. Il secondo e il terzo singolo pubblicati, Teary Eyed, con Tweet, e We Run This, non hanno raggiunto lo stesso successo.

## Tracce
1. Joy (feat. Mike Jones) – 4:49
2. Partytime – 3:04
3. Irresistible Delicious (feat. Slick Rick) – 4:15
4. Lose Control (feat. Ciara & Fatman Scoop) – 3:47
5. My Struggles (feat. Mary J. Blige & Grand Puba) – 2:52
6. Meltdown – 4:16
7. On & On (feat. Pharrell Williams) – 4:45
8. We Run This – 3:25
9. Remember When – 4:18
10. 4 My Man (feat. Fantasia) – 5:10
11. Can't Stop – 3:49
12. Teary Eyed – 3:49
13. Mommy – 2:58
14. Click Clack – 2:54
15. Time And Time Again – 3:49
16. Bad Man (feat. Vybz Kartel & M.I.A.) – 7:44